# KAMJZ
KAMJZ – polska pracownia architektoniczna z Warszawy. Założona została przez Macieja J. Zawadzkiego, wcześniejszego pracownika duńskiej Bjarke Ingels Group i holenderskiego MVRDV.
Przykładowe projekty:
- stacja benzynowa Shell w Warszawie (projekt brał udział w La Biennale di Venezia oraz uzyskał dwie nominacje do nagrody World Building of the Year 2016 na Światowym Festiwalu Architektury WAF w Berlinie);
- most w Atlancie (nagroda publiczności w konkursie w USA).